# Halaelurus maculosus
Halaelurus maculosus  (лат.) — вид рода пятнистых акул, семейства кошачьих акул (Scyliorhinidae). Обитает в западной и центральной части Тихого океана. Максимальный размер 45,7 см.

## Таксономия
Впервые вид описан в 2007 году в научном журнале «Zootaxa». Среди паратипов были: самка длиной 42,6 см, пойманная 23 июля 1905 года у берегов Центральной Явы, Индонезия, неполовозрелый самец длиной 31,5 см и взрослые самцы длиной 43 см, 43,9 см, 44,4 см и 45,7 см, найденные в июле 2002 года на рыбном рынке Кедонганан на Бали, Индонезия, а также 17 капсул с эмбрионами, найденные 28 июня 1905 года у берегов Ломбока, Индонезия. Ранее Halaelurus maculosus считался принадлежащим к тому же роду, что и веснушчатая акула (Halaelurus boesemani), однако в 2007 году он был вынесен в отдельный вид.

## Ареал и среда обитания
Halaelurus maculosus обитает в западной и центральной части Тихого океана у южного побережья Явы и Бали, у берегов Ломбока, а также Филиппин. Эти акулы встречаются на континентальном шельфе и, возможно, на рифах.

## Описание
Максимальная длина 45,7 см. У Halaelurus maculosus тонкое и длинное тело, передняя часть широкая и немного приплюснутая. Хвостовой стебедь длинный и тонкий. Позади второго спинного плавника туловище имеет практически круглое сечение. Латеральные кили отсутствуют. Голова короткая, широкая и приплюснутая. Рыло узкое, заострённое. Глаза маленькие, веретенообразные. Под глазами имеются небольшие выступы.

## Биология и экология
Самки могут вынашивать в яйцеводах до 6—12 яиц одновременно. Самцы и самки достигают половой зрелости при длине 40 см.

## Взаимодействие с человеком
В качестве прилова этот вид акул иногда попадает в рыболовецкие сети, но в небольшом количестве. Международный союз охраны природы присвоил этому виду статус сохранности «Вызывающий наименьшие опасения».